# Miricacalia makineana
 Miricacalia makineana  (Yatabe) Kitam., 1936 è una specie di pianta angiosperma dicotiledone della famiglia delle Asteraceae (sottofamiglia Asteroideae).  Miricacalia makineana è anche l'unica specie del genere  Miricacalia  Kitam., 1936.

## Etimologia
Il nome scientifico della specie è stato definito dai botanici Ryōkichi Yatabe (1851-1899) e Shirō Kitamura (1906-2002) nella pubblicazione "Acta Phytotaxonomica et Geobotanica." ( Acta Phytotax. Geobot. 5(3): 214 ) del 1936. Il nome scientifico del genere è stato definito nella stessa pubblicazione.

## Descrizione

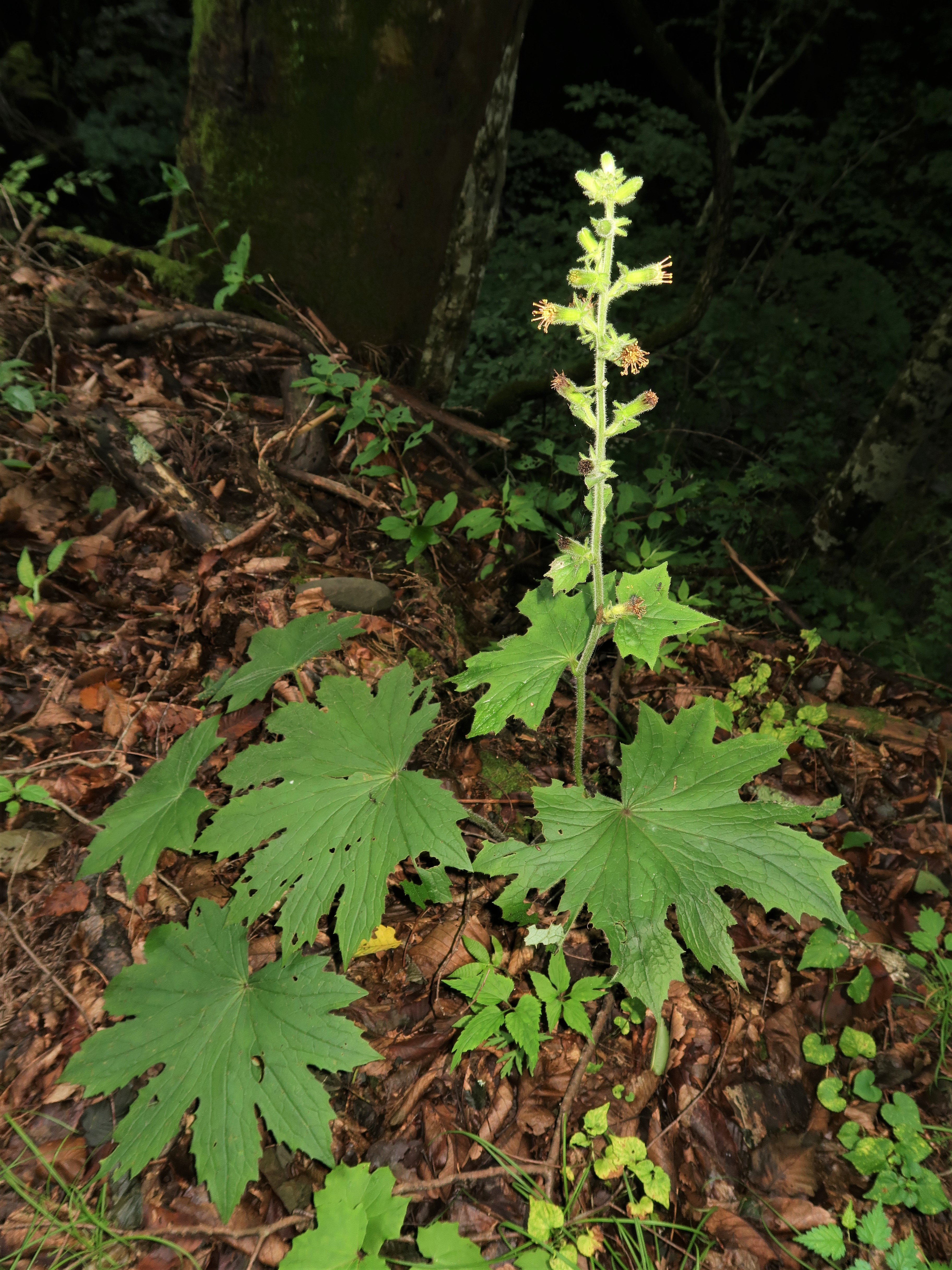
Il portamento

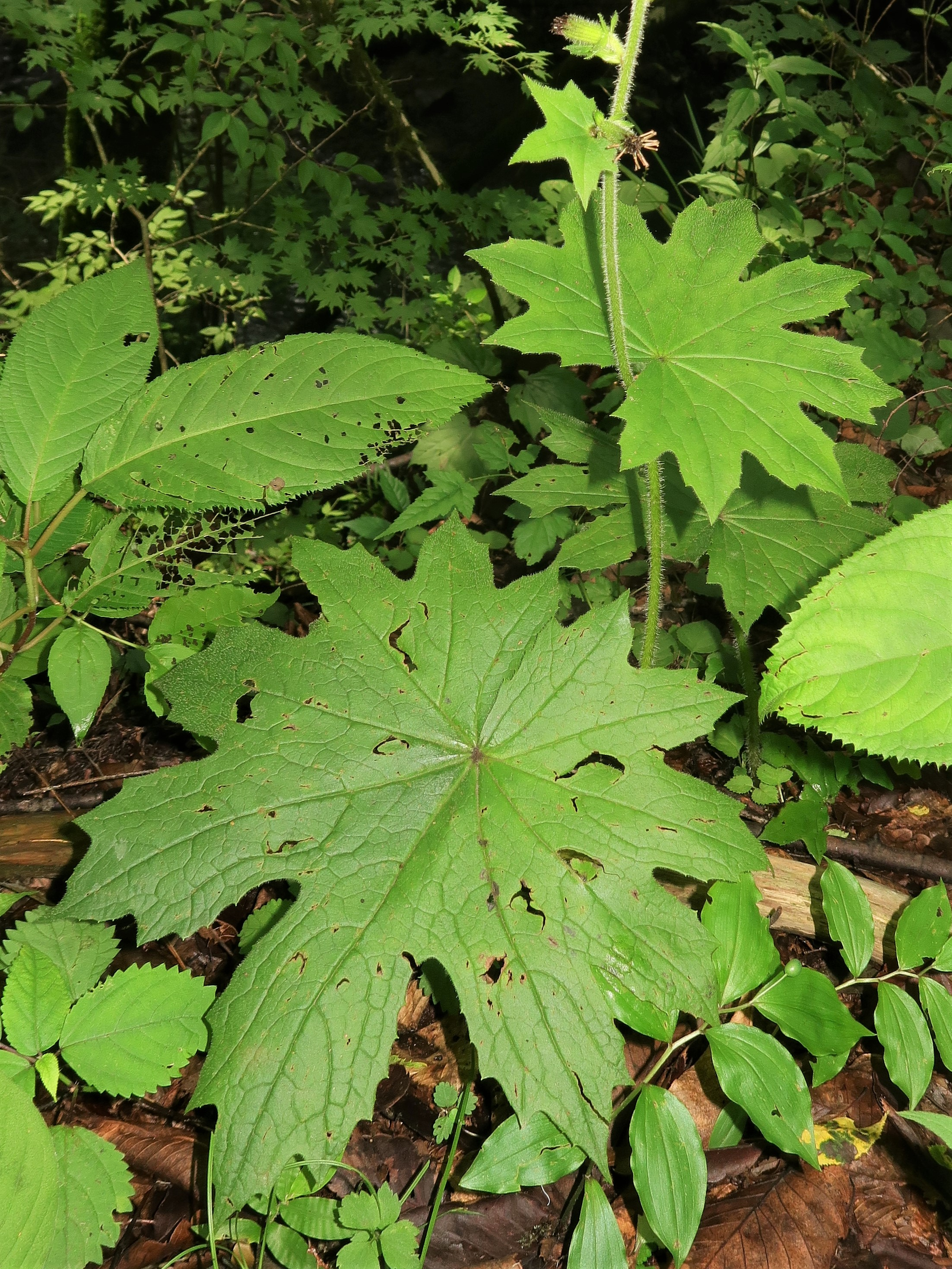
Le foglie

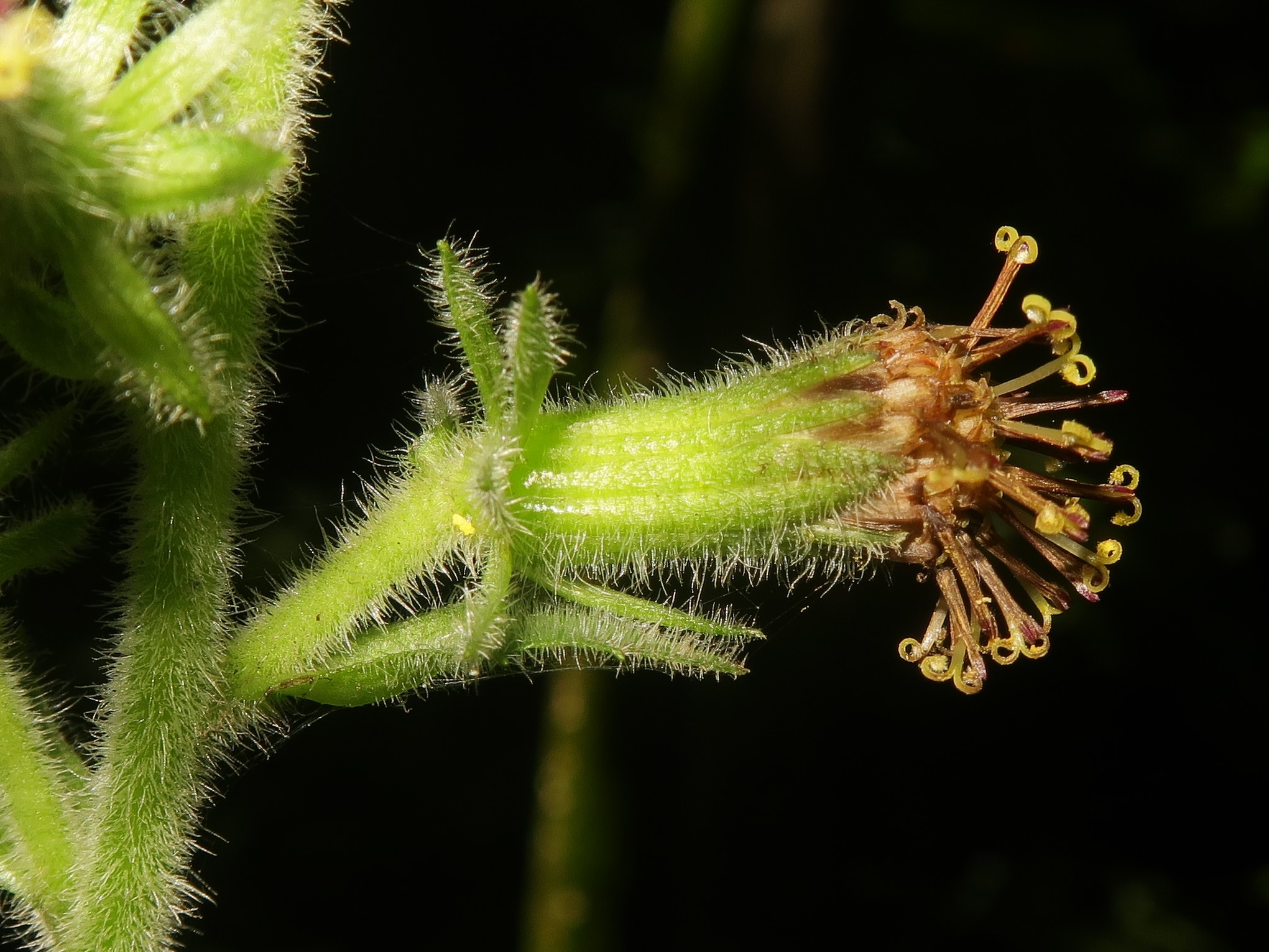
I fiori

Habitus. Miricacalia makineana ha un habitus di tipo erbaceo perenne. Le superfici delle piante sono pubescenti per peli villosi.
Radici. Le radici sono secondarie da rizoma.
Fusto. La parte aerea in genere è eretta, semplice o ramosa.
Foglie. Le foglie sono poche disposte in modo alternato e sono picciolate. Il contorno della lamina è lobato-palmato. Le venature sono palmate.
Infiorescenza. Le sinflorescenze sono composte da diversi capolini raccolti in racemi allungati. Le infiorescenze vere e proprie sono formate da un capolino terminale peduncolato di tipo discoide. Alla base dell'involucro (la struttura principale del capolino) è presente un calice formato da alcune brattee fogliacee. I capolini sono formati da un involucro, con forme da cilindriche a campanulate, composto da diverse brattee, al cui interno un ricettacolo fa da base ai fiori. Le brattee sono disposte in modo più o meno embricato di solito su una sola serie e possono essere connate alla base. Il ricettacolo, a volte alveolato, è nudo (senza pagliette a protezione della base dei fiori); la forma è convessa, piatta o conica.
Fiori.  I fiori sono tetra-ciclici (formati cioè da 4 verticilli: calice – corolla – androceo – gineceo) e pentameri (calice e corolla formati da 5 elementi). Sono inoltre ermafroditi, tubulosi e actinomorfi.
- Formula fiorale:

*/x K {\displaystyle \infty }, [C (5), A (5)], G 2 (infero), achenio
- Calice: i sepali del calice sono ridotti ad una coroncina di squame.
- Corolla: nella parte inferiore i petali della corolla sono saldati insieme e formano un tubo. In particolare le corolle dei fiori del disco centrale (tubulosi) terminano con delle fauci dilatate a raggiera con cinque brevi lobi più o meno patenti. Il colore delle corolle è giallo.
- Androceo: gli stami sono 5 con dei filamenti liberi. La parte basale del collare dei filamenti può essere dilatata. Le antere invece sono saldate fra di loro e formano un manicotto che circonda lo stilo. Le antere sono senza coda ("ecaudate") e minutamente auricolate; a volte sono presenti delle appendici apicali che possono avere varie forme (principalmente lanceolate). La struttura delle antere è di tipo tetrasporangiato, raramente sono bisporangiate. Il tessuto endoteciale è radiale o polarizzato. Il polline è tricolporato (tipo "helianthoid").[9]
- Gineceo: lo stilo è biforcato con due stigmi nella parte apicale. La forma degli stigmi è troncata; possono inoltre essere ricoperti da minute papille e penicilli. Le superfici stigmatiche sono separate o parzialmente confluenti.  L'ovario è infero uniloculare formato da 2 carpelli.

Frutti. I frutti sono degli acheni con pappo. La forma degli acheni è strettamente ellittico-oblunga; la superficie è percorsa da diverse coste longitudinali e può essere glabra. Il carpoforo è lungo e distinguibile con all'apice un becco. Il pappo è formato da numerose setole snelle, bianche o fulve.

## Biologia
Impollinazione: l'impollinazione avviene tramite insetti (impollinazione entomogama tramite farfalle diurne e notturne).

Riproduzione: la fecondazione avviene fondamentalmente tramite l'impollinazione dei fiori (vedi sopra).

Dispersione: i semi (gli acheni) cadendo a terra sono successivamente dispersi soprattutto da insetti tipo formiche (disseminazione mirmecoria). In questo tipo di piante avviene anche un altro tipo di dispersione: zoocoria. Infatti gli uncini delle brattee dell'involucro (se presenti) si agganciano ai peli degli animali di passaggio disperdendo così anche su lunghe distanze i semi della pianta. Inoltre per merito del pappo il vento può trasportare i semi anche a distanza di alcuni chilometri (disseminazione anemocora).

## Distribuzione e habitat
La specie di questa voce è distribuita in Giappone.

## Tassonomia
La famiglia di appartenenza di questa voce (Asteraceae o Compositae, nomen conservandum) probabilmente originaria del Sud America, è la più numerosa del mondo vegetale, comprende oltre 23.000 specie distribuite su 1.535 generi, oppure 22.750 specie e 1.530 generi secondo altre fonti (una delle checklist più aggiornata elenca fino a 1.679 generi). La famiglia attualmente (2021) è divisa in 16 sottofamiglie; la sottofamiglia Asteroideae è una di queste e rappresenta l'evoluzione più recente di tutta la famiglia.

### Filogenesi
Il genere di questa voce appartiene alla sottotribù Tussilagininae della tribù Senecioneae (una delle 21 tribù della sottofamiglia Asteroideae). La sottotribù descritta in tempi moderni da Bremer (1994), dopo le analisi di tipo filogenetico sul DNA del plastidio (Pelser et al., 2007) è risultata parafiletica con le sottotribù Othonninae e Brachyglottidinae annidiate al suo interno. Attualmente con questa nuova circoscrizione la sottotribù Tussilagininae s.s. risulta suddivisa in quattro subcladi.
Il genere di questa voce appartiene al subclade chiamato "L-C-P" (complesso Ligularia-Cremanthodium Parasenecio Liu et al., 2006) formato inizialmente dai seguenti generi: Cremanthodium, Farfugium, Ligularia, Ligulariopsis, Miricacalia, Parasenecio, Sinacalia , Syneilesis. Questo gruppo, in gran parte asiatico, del quale alcuni genere non sono monofiletici (Parasenecio, Cremanthodium e Ligularia), è risultato, da un punto di vista filogenetico, molto complesso e articolato (le prime analisi ne hanno evidenziato una estesa politomia). Uno dei pochi assemblaggi, nidificati all'interno del complesso L-C-P, che riceve un elevato supporto dalle analisi filogenetiche del DNA del ITS (Internal Transcribed Spacer) e del DNA del plastidio, è la sottotribù informale Tephroseridinae Jeffrey & Chen, 1984 composta dai generi Nemosenecio, Sinosenecio e Tephroseris.
Il genere di questa voce, dalle analisi cladistiche del DNA, risulta formare con il genere Japonicalia, da poco segregato dal genere polifiletico Parasenecio, un "gruppo fratello".
l cladogramma seguente, tratto dallo studio citato e semplificato, mostra una possibile configurazione filogenetica del gruppo (il cladogramma deriva dalle analisi del DNA dei plastidi; un cladogramma lievemente diverso si ottiene dalle analisi dal DNA del nucleo dei ribosomi). I due nuovi generi Taimingasa e Vickifunkia risultano da una segregazione dal genere Parasenecio e rispettivamente da Ligularia.
|  | Parasenecio - Sinacalia |
|  |                         |
|  | Vickifunkia             |
|  |                         |

|  | Syneilesis - Taimingasa - Ligularia 1                                 |
|  |                                                                       |
|  | \| \| Japonicalia \| \| \| \| \| \| Miricacalia makineana \| \| \| \| |
|  |                                                                       |
|  | Japonicalia                                                           |
|  |                                                                       |
|  | Miricacalia makineana                                                 |
|  |                                                                       |

|  | Japonicalia           |
|  |                       |
|  | Miricacalia makineana |
|  |                       |

|  | Parasenecio - Sinacalia |
|  |                         |
|  | Vickifunkia             |
|  |                         |

|  | Syneilesis - Taimingasa - Ligularia 1                                 |
|  |                                                                       |
|  | \| \| Japonicalia \| \| \| \| \| \| Miricacalia makineana \| \| \| \| |
|  |                                                                       |
|  | Japonicalia                                                           |
|  |                                                                       |
|  | Miricacalia makineana                                                 |
|  |                                                                       |

|  | Japonicalia           |
|  |                       |
|  | Miricacalia makineana |
|  |                       |

|  | Cremanthodium 2 - Ligularia 3                             |
|  |                                                           |
|  | Tephroseridinae (Nemosenecio - Sinosenecio - Tephroseris) |
|  |                                                           |

|  | Parasenecio - Sinacalia |
|  |                         |
|  | Vickifunkia             |
|  |                         |

|  | Syneilesis - Taimingasa - Ligularia 1                                 |
|  |                                                                       |
|  | \| \| Japonicalia \| \| \| \| \| \| Miricacalia makineana \| \| \| \| |
|  |                                                                       |
|  | Japonicalia                                                           |
|  |                                                                       |
|  | Miricacalia makineana                                                 |
|  |                                                                       |

|  | Japonicalia           |
|  |                       |
|  | Miricacalia makineana |
|  |                       |

|  | Parasenecio - Sinacalia |
|  |                         |
|  | Vickifunkia             |
|  |                         |

|  | Syneilesis - Taimingasa - Ligularia 1                                 |
|  |                                                                       |
|  | \| \| Japonicalia \| \| \| \| \| \| Miricacalia makineana \| \| \| \| |
|  |                                                                       |
|  | Japonicalia                                                           |
|  |                                                                       |
|  | Miricacalia makineana                                                 |
|  |                                                                       |

|  | Japonicalia           |
|  |                       |
|  | Miricacalia makineana |
|  |                       |

|  | Cremanthodium 2 - Ligularia 3                             |
|  |                                                           |
|  | Tephroseridinae (Nemosenecio - Sinosenecio - Tephroseris) |
|  |                                                           |

|  | Parasenecio - Sinacalia |
|  |                         |
|  | Vickifunkia             |
|  |                         |

|  | Syneilesis - Taimingasa - Ligularia 1                                 |
|  |                                                                       |
|  | \| \| Japonicalia \| \| \| \| \| \| Miricacalia makineana \| \| \| \| |
|  |                                                                       |
|  | Japonicalia                                                           |
|  |                                                                       |
|  | Miricacalia makineana                                                 |
|  |                                                                       |

|  | Japonicalia           |
|  |                       |
|  | Miricacalia makineana |
|  |                       |

|  | Parasenecio - Sinacalia |
|  |                         |
|  | Vickifunkia             |
|  |                         |

|  | Syneilesis - Taimingasa - Ligularia 1                                 |
|  |                                                                       |
|  | \| \| Japonicalia \| \| \| \| \| \| Miricacalia makineana \| \| \| \| |
|  |                                                                       |
|  | Japonicalia                                                           |
|  |                                                                       |
|  | Miricacalia makineana                                                 |
|  |                                                                       |

|  | Japonicalia           |
|  |                       |
|  | Miricacalia makineana |
|  |                       |

|  | Cremanthodium 2 - Ligularia 3                             |
|  |                                                           |
|  | Tephroseridinae (Nemosenecio - Sinosenecio - Tephroseris) |
|  |                                                           |

|  | Parasenecio - Sinacalia |
|  |                         |
|  | Vickifunkia             |
|  |                         |

|  | Syneilesis - Taimingasa - Ligularia 1                                 |
|  |                                                                       |
|  | \| \| Japonicalia \| \| \| \| \| \| Miricacalia makineana \| \| \| \| |
|  |                                                                       |
|  | Japonicalia                                                           |
|  |                                                                       |
|  | Miricacalia makineana                                                 |
|  |                                                                       |

|  | Japonicalia           |
|  |                       |
|  | Miricacalia makineana |
|  |                       |

|  | Parasenecio - Sinacalia |
|  |                         |
|  | Vickifunkia             |
|  |                         |

|  | Syneilesis - Taimingasa - Ligularia 1                                 |
|  |                                                                       |
|  | \| \| Japonicalia \| \| \| \| \| \| Miricacalia makineana \| \| \| \| |
|  |                                                                       |
|  | Japonicalia                                                           |
|  |                                                                       |
|  | Miricacalia makineana                                                 |
|  |                                                                       |

|  | Japonicalia           |
|  |                       |
|  | Miricacalia makineana |
|  |                       |

|  | Cremanthodium 2 - Ligularia 3                             |
|  |                                                           |
|  | Tephroseridinae (Nemosenecio - Sinosenecio - Tephroseris) |
|  |                                                           |

I caratteri distintivi per la specie  Miricacalia makineana sono:
- il portamento delle piante è villoso;
- le foglie sono poche e palmate;
- le sinflorescenze sono racemose;
- gli stigmi sono papillati;
- si tratta di un endemismo del Giappone.

Il numero cromosomico della specie è: 2n = 52, 54 e 60.

### Sinonimi
Sono elencati alcuni sinonimi per questa entità:
- Senecio makineanus Yatabe, 1892
- Cacalia iinumae  Makino, 1898
- Cacalia makineana  Makino, 1910
- Cacalia makinoi  (C.Winkl.) Makino, 1907
- Senecio iimumae  Makino, 1892
- Senecio makinoi  C.Winkl., 1893